# Colonia Nacozari
Colonia Nacozari är en ort i Mexiko.   Den ligger i kommunen Etchojoa och delstaten Sonora, i den västra delen av landet, 1 400 km nordväst om huvudstaden Mexico City. Colonia Nacozari ligger 25 meter över havet och antalet invånare är 187.
Terrängen runt Colonia Nacozari är mycket platt. Runt Colonia Nacozari är det ganska glesbefolkat, med 34 invånare per kvadratkilometer. Närmaste större samhälle är Navojoa, 17,5 km öster om Colonia Nacozari. Trakten runt Colonia Nacozari består till största delen av jordbruksmark.